# Jason Allen
Jason Jamar Allen (Muscle Shoals, 5 luglio 1983) è un giocatore di football americano statunitense che gioca nel ruolo di cornerback nella National Football League e dal 2013 è free agent. Fu scelto come sedicesimo assoluto nel Draft NFL 2006 dai Miami Dolphins. Al college ha giocato a football all'Università del Tennessee.

## Carriera professionistica

### Miami Dolphins
Allen fu scelto nel primo giro del Draft 2006 dai Miami Dolphins allenati da Nick Saban che aveva tentato di reclutarlo senza successo quando era allenatore degli LSU Tigers dopo la scuole superiori. Vi giocò per cinque stagioni, venendo svincolato il 10 novembre 2010 quando, con tre intercetti in metà stagione aveva già pareggiato il proprio primato personale del 2007.

### Houston Texans
Il giorno successivo firmò con gli Houston Texans con cui fece registrare altri tre intercetti, terminando la stagione 2010 a quota sei. Allen giocò con Houston anche nel 2011, mettendo a segno 4 intercetti ritornati per 34 yard.

### Cincinnati Bengals
Il 17 marzo 2012, Allen firmò coi Cincinnati Bengals giocando solamente 4 gare nella successiva stagione. Il 10 aprile 2013 fu svincolato.

## Statistiche
| Tackle     | 247 |
| Sack       | 0,0 |
| Intercetti | 15  |

Statistiche aggiornate alla stagione 2013